# Síndrome de fatiga informativa
Se conoce como síndrome de fatiga informativa o síndrome de fatiga por exceso de información (information fatigue syndrome, IFS, por sus siglas en inglés) a un cuadro sintomático, no reconocido en los manuales médicos, caracterizado por fatiga y cansancio producto de la exposición, consumo y manejo excesivo de información (sobreinformación) que desborda y agota física y mentalmente. El término fue propuesto por el psicólogo británico David Lewis, en los años noventa en su informe titulado Dying for information? (¿Muriendo por la información?).
El síndrome se acompaña de manifestaciones tales como dolor de estómago, pérdida de visión, problemas de atención y concentración, dificultad para el análisis y la toma de decisiones, búsqueda constante de más información, ansiedad, estrés y trastornos del sueño.